# San Bartolo Yautepec
San Bartolo Yautepec es una localidad del estado mexicano de Oaxaca. Es cabecera del municipio de San Bartolo Yautepec.

## Demografía
| Censo | Población |
| ----- | --------- |
| 1900  | 957       |
| 1910  | 934       |
| 1921  | 678       |
| 1930  | 667       |
| 1940  | 846       |
| 1950  | 547       |
| 1960  | 623       |
| 1970  | 657       |
| 1980  | 858       |
| 1990  | 880       |
| 1995  | 767       |
| 2000  | 715       |
| 2005  | 621       |
| 2010  | 614       |
| 2020  | 581       |